# 大名古屋ビルヂング
大名古屋ビルヂング（だいなごやビルヂング）は、愛知県名古屋市中村区名駅三丁目に所在する三菱地所所有のオフィス兼商業ビル。なお、この項では2015年に竣工した2代目ビルに加え、1965年竣工の初代ビルについても記述する。

## 概要

### 初代（1965年 - 2012年）
東海道新幹線開通後まもなく名古屋駅桜通口正面に竣工して以来、その存在感と特徴ある「大名古屋ビルヂング」の看板が掲げられているため、全国的に知名度の高い建物の一つとなっている。建物の形状よりも、名称が知名度アップに貢献している好例であるが、名古屋市民の間では有名であるものの、全国的に有名なビルであるという意識は低いといわれる。
古くは伊勢湾台風が起こった1959年に遡る。当時東京駅周辺のビル管理を手がけていた三菱地所は、かねてから地方進出の機会を伺っていた。そんな中、当時の三菱地所社長渡辺武次郎が被災直後の名古屋を訪れた際、その被害の惨たんたる状況から、地方進出の第一号として名古屋駅前に大型ビルを建設することを決めた。1965年5月の完工記念式典で配布されたパンフレットには、『伊勢湾台風災害の御見舞にまいりました時であります。名古屋駅に着く前、汽車の窓から見ますと、罹災後1ヶ月を経ているのに一面に海のようにまだ水が溜まっており、人々が戸板に乗って家から出入りしておりました。（中略）ひとつここに耐震不燃の高層ビルヂングを決意致したのであります』と、その経緯が記されている。
全体の完成は1965年であるが、1962年にビルの正面中央部分、1963年にビルの左側部分、1965年にビルの右側部分と、三段階に分けて完成させている。かつて屋上左側には象徴的な球形回転型ネオンサイン（広告主：森永製菓→コカコーラ）が備え付けられていたが、2007年秋頃に撤去され、2008年4月からは土岐プレミアムアウトレットの看板が設置されていた。屋上右側には六角形の広告（広告主：三菱電機）も取り付けられたがこちらは球形広告より先に撤去され、後に三陽商会の広告が設置された。
地下1階は飲食店等が入居し、「ダイナード」の愛称が付けられていた。ユニモールやメイチカなどとも繋がり、実質的に名駅地区の地下街の一部となっていた。屋上には、毎年5月 - 9月上旬の期間限定で営業されるビアガーデン「マイアミ」があり、夏になると賑わいを見せた。
2004年度都道府県地価調査では、大名古屋ビルヂングが9.9%上昇して商業地の上昇率において全国1位を記録した。

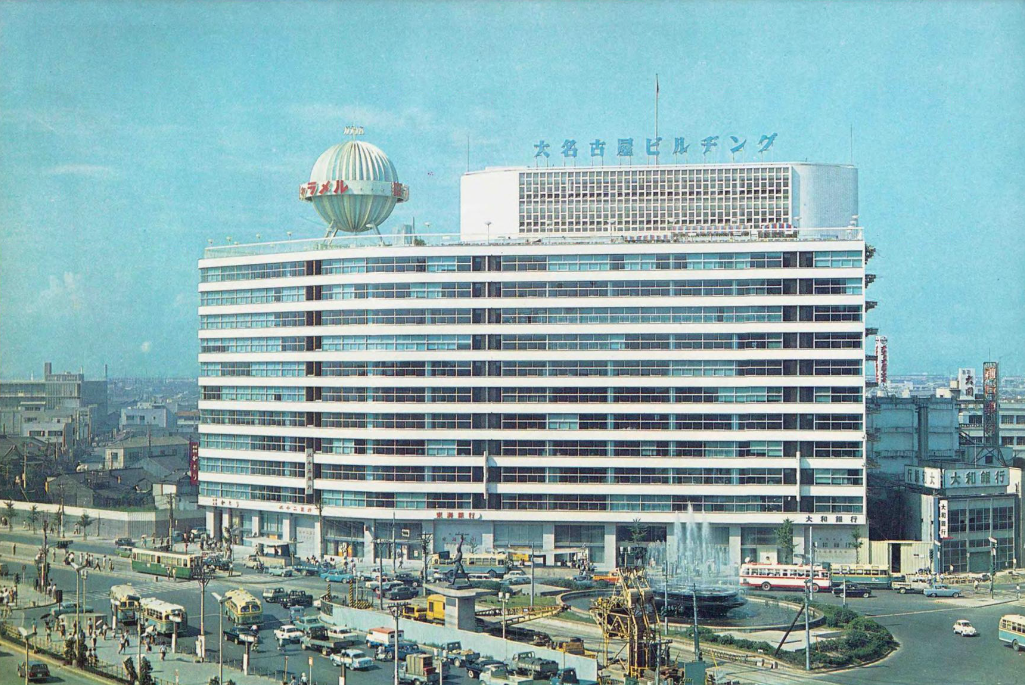
大名古屋ビルヂング(1963年） 左側と中央部のみ完成した状態。
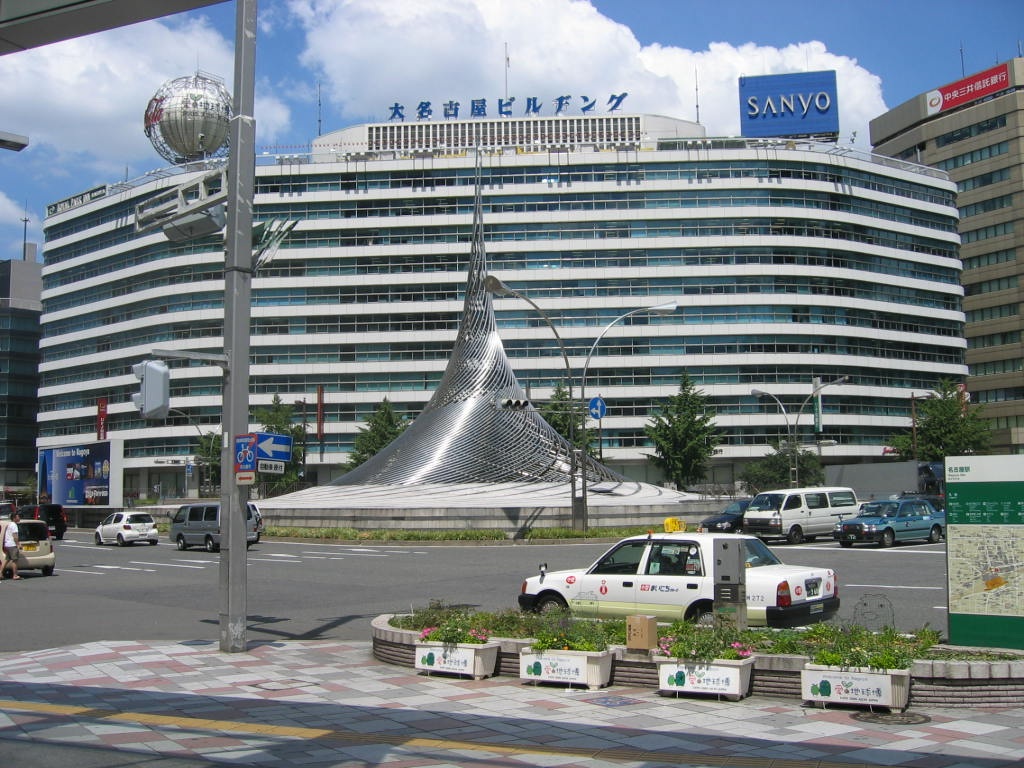
大名古屋ビルヂング（2005年） 左上にコカコーラの球体広告が見える。

#### ビアガーデン・マイアミ

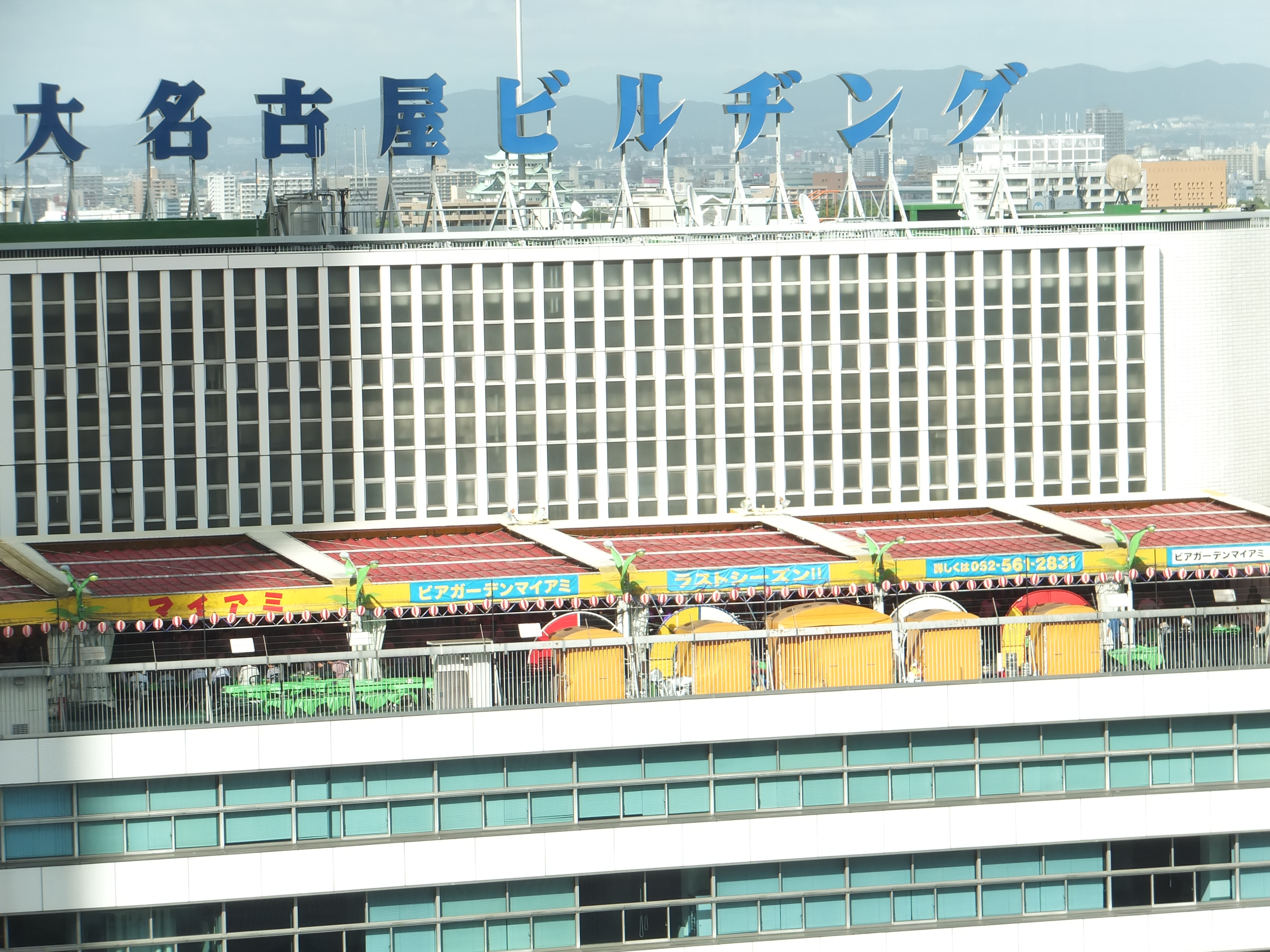
最終営業日（2012年9月17日）のビアガーデン・マイアミ

屋上では、北名古屋市に本社を置くチタカ・インターナショナル・フーズが1963年から夏季限定で「ビアガーデン・マイアミ」を運営していた。長い間地元で親しまれたが、これも建て替えに伴って2012年9月17日をもって閉店した。
2010年、NHK名古屋放送局はこのビアガーデンの表と裏に取材を敢行し、同年シーズン営業終了後の9月20日未明、『ドキュメント20min.』で全国放送した。撤退については番組でも触れられた。
なお、「ビアガーデン・マイアミ」自体は名古屋三越栄店の屋上に移転し、2013年5月に「ビアガーデン・マイアミ 名古屋栄店」としてオープンしている。

### 2代（2015年 - ）
2009年12月15日、三菱地所が初代大名古屋ビルヂングと隣接するホテルロイヤルパークイン名古屋の一体的な建替計画を発表。地上34階、高さ180mの超高層ビルとなる予定で2012年に着工、2015年の竣工を目指していた。
これに伴い初代・大名古屋ビルヂングは2012年9月30日をもって閉鎖された。2013年5月半ばに解体工事が終了し、同年5月23日から新築工事が開始された。なお、丸の内ビルディングや新丸の内ビルディング（建て替え前はそれぞれ丸ノ内ビルヂング・新丸ノ内ビルヂング）のように建替えで表記が変更される例もあるが、「大名古屋ビルヂング」の名称は建設する新しいビルにも継承された。
また、ホテルロイヤルパークイン名古屋は建替えに伴い営業を終了し、新ビルへの入居も行わず、同桜通沿いに建設された別ビルに「ロイヤルパークホテル ザ 名古屋」として2013年11月1日に新規オープンした。
2014年2月24日、新ビル地下1階～地上2階に三越伊勢丹ホールディングスの店舗が出店する計画を発表した。三越伊勢丹ホールディングスでは初めての中型店で、床面積3,000m2、衣類や雑貨を中心とした女性向け専門店となる予定である。
2015年10月31日、2代目ビルが完成、11月2日には報道向けに公開された。
旧ビルの歴史を継承するため、初代ビルにあった玄関の銘板をそのまま利用したほか、初代ビル1Fエレベーターホールに設置されていたモザイク画（矢橋六郎作）をエントランス部分に再設置した。ただし、旧ビルの特徴だった「大名古屋ビルヂング」の看板は再利用されず、廃棄されてしまった。
4Fには、三菱UFJ銀行・三菱UFJ信託銀行・あおぞら銀行・十六銀行の店舗が設置された「金融サービスゾーン」が設けられている。1Fには三菱UFJ銀行のATMコーナーが設置された。
2015年12月9日、2016年3月9日の商業施設の開業に向けて、名古屋初登場、名駅前初登場を含む74店舗が集積する商業施設が入居する「大名古屋ビル Shops & Restaurants」とショッピングゾーン「大名古屋ビル Lifestyle & Services」の14店舗の各テナントが発表され、2016年1月22日には「大名古屋ビル Shops & Restaurants」に入居する「イセタンハウス」のテナント詳細・ブランドラインナップが発表された。
2016年3月4日、2代目ビルの商業施設内覧会が行われ、3月9日の全面開業日には記念式典が開催され、出席した杉山博孝三菱地所社長から、「働くことと楽しむことが両立できるビルにした」「名古屋の皆さんに愛してもらえるようになってほしい」との挨拶がなされた。
ビル低層部（2～4階）にあるファサードガラスパターンは、2020年夏季オリンピックのエンブレムを手がけたデザイナー野老朝雄によるものである。
2020年5月13日、三越伊勢丹ホールディングスは、イセタンハウスを2020年8月末で閉店すると決めた。その後、2021年7月27日に向かいのジェイアール名古屋タカシマヤが時計専門店舗「ジェイアール名古屋タカシマヤ ウォッチメゾン」を1・2階に開業している。 
平成28年度の第48回中部建築賞を受賞している。

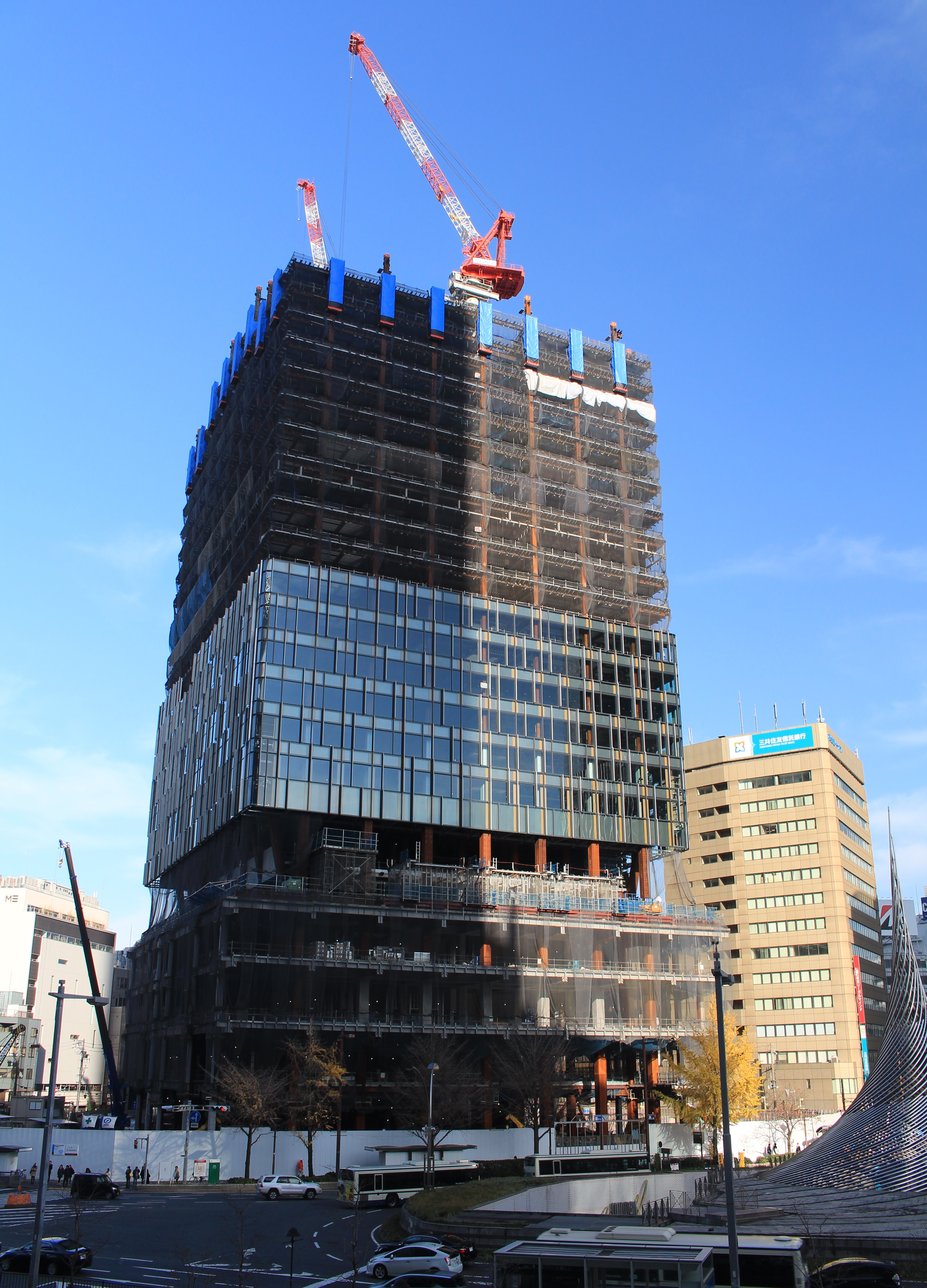
建設中の様子 （2014年12月）
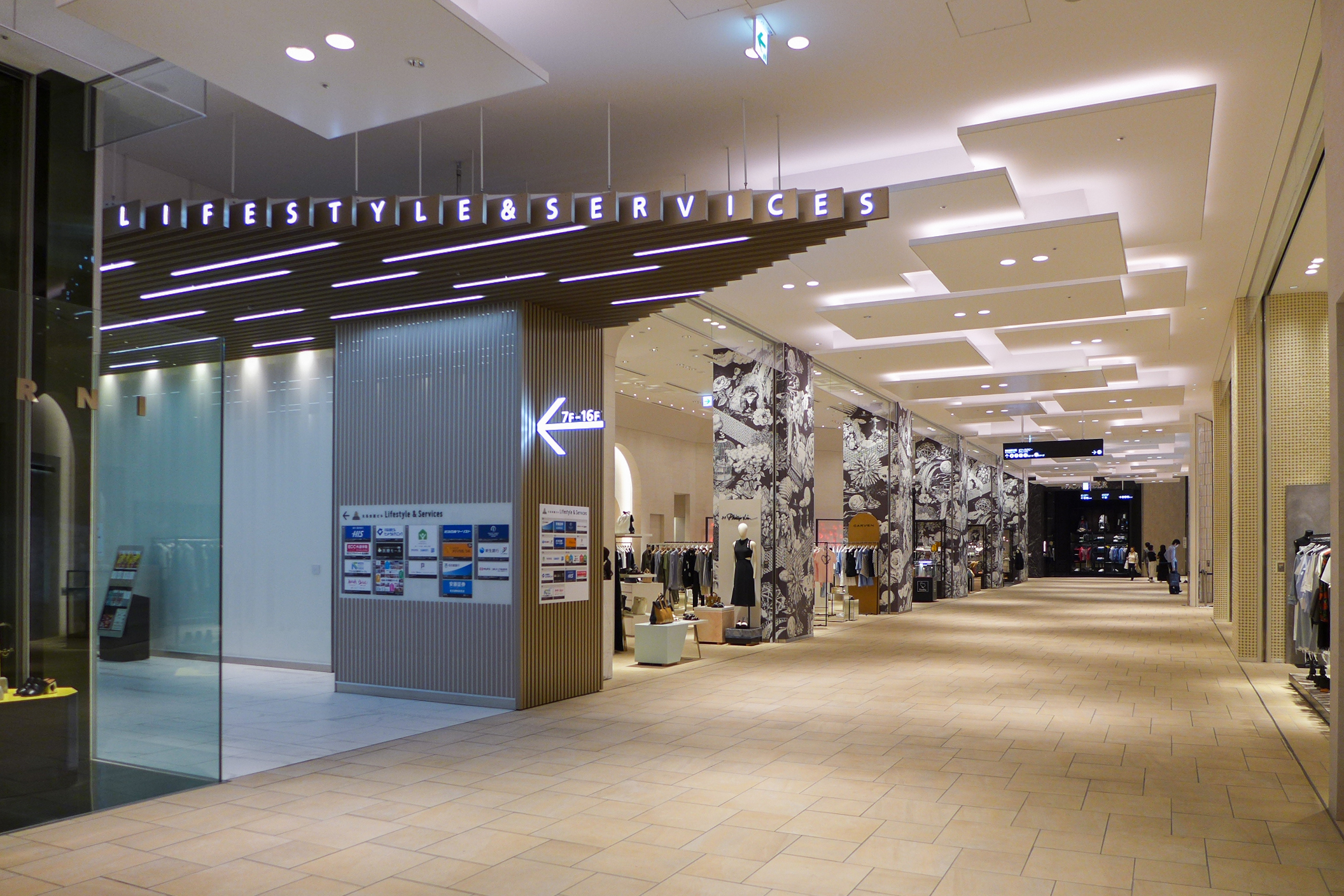
1階にISETAN HAUSがあった頃
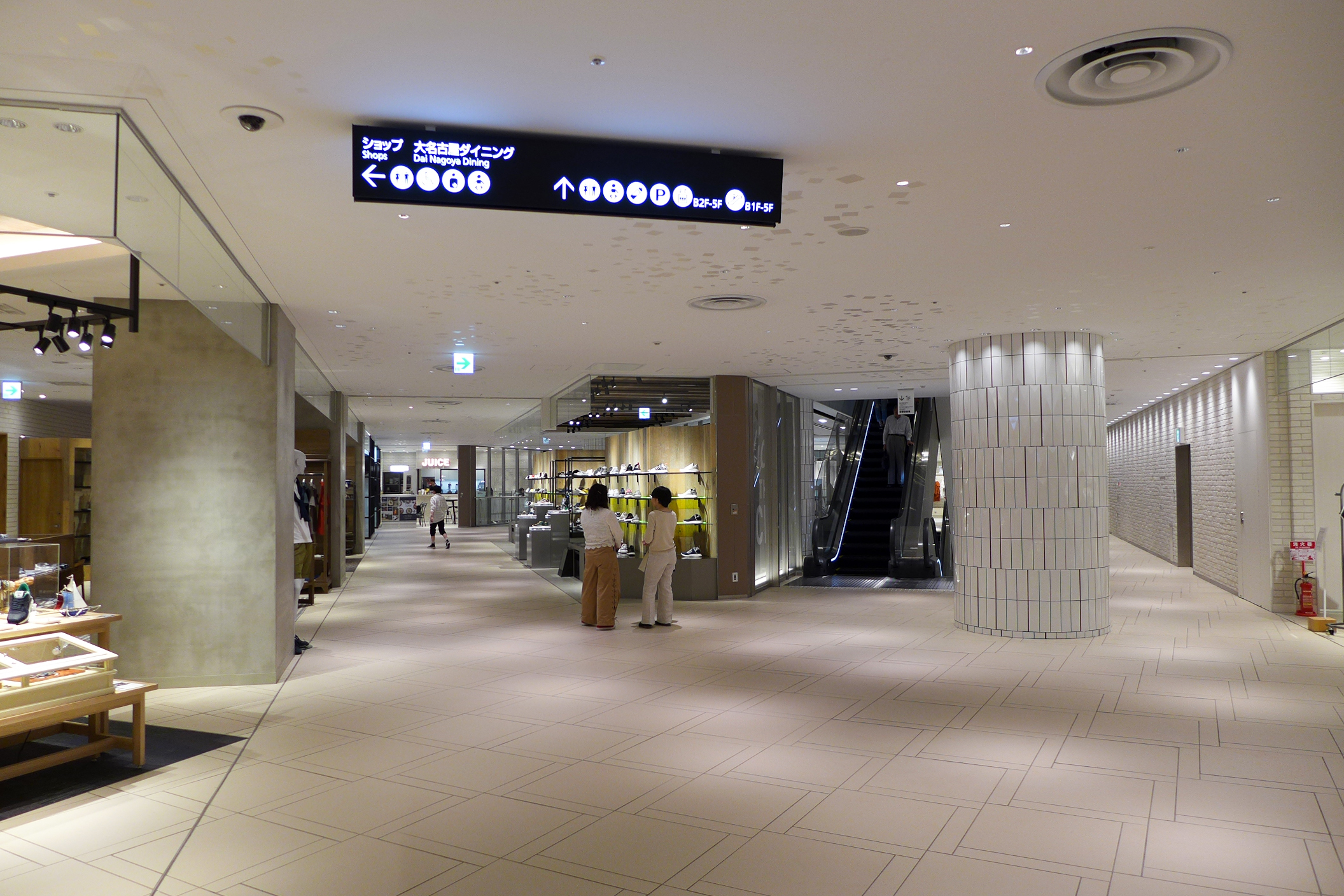
2階
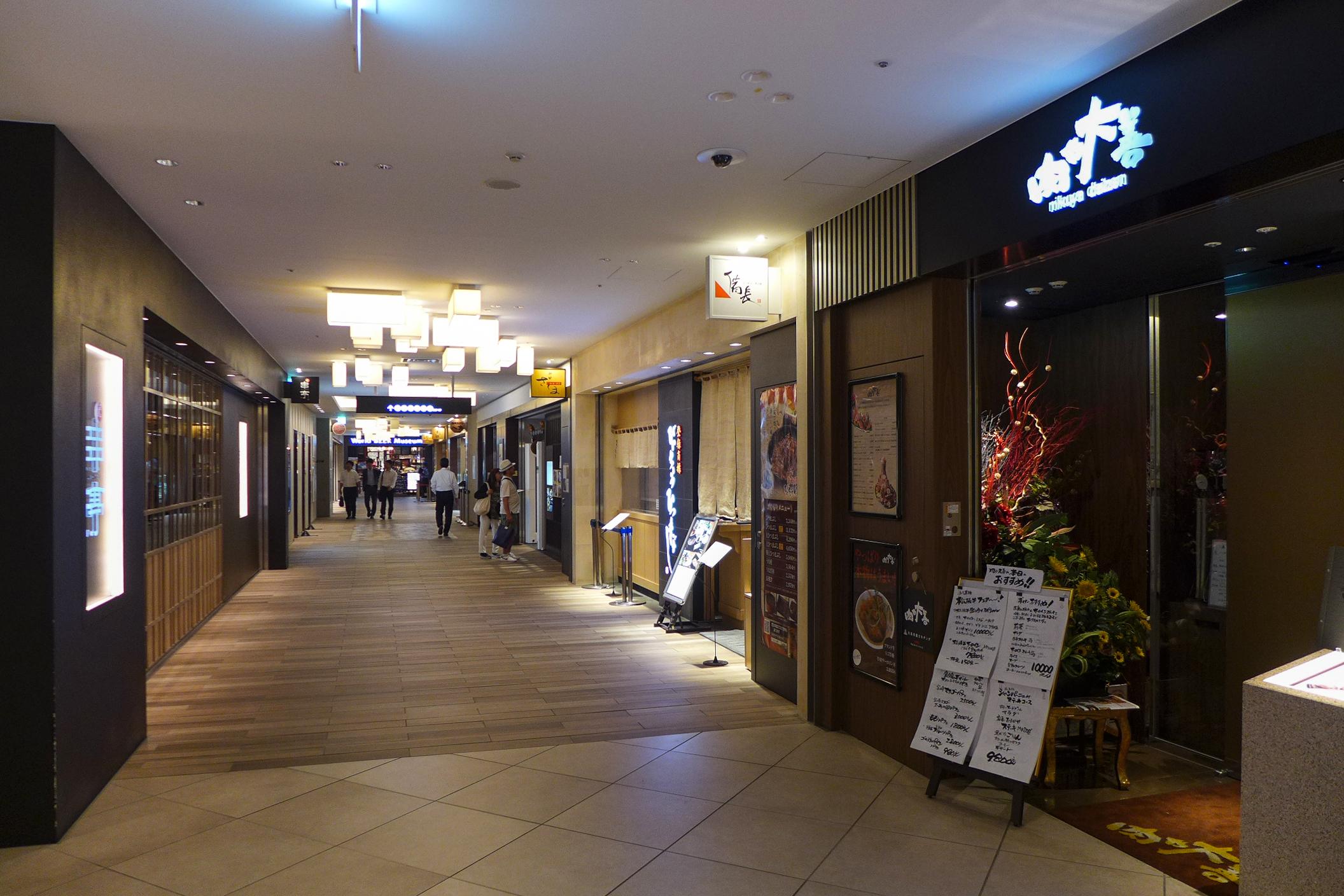
3階
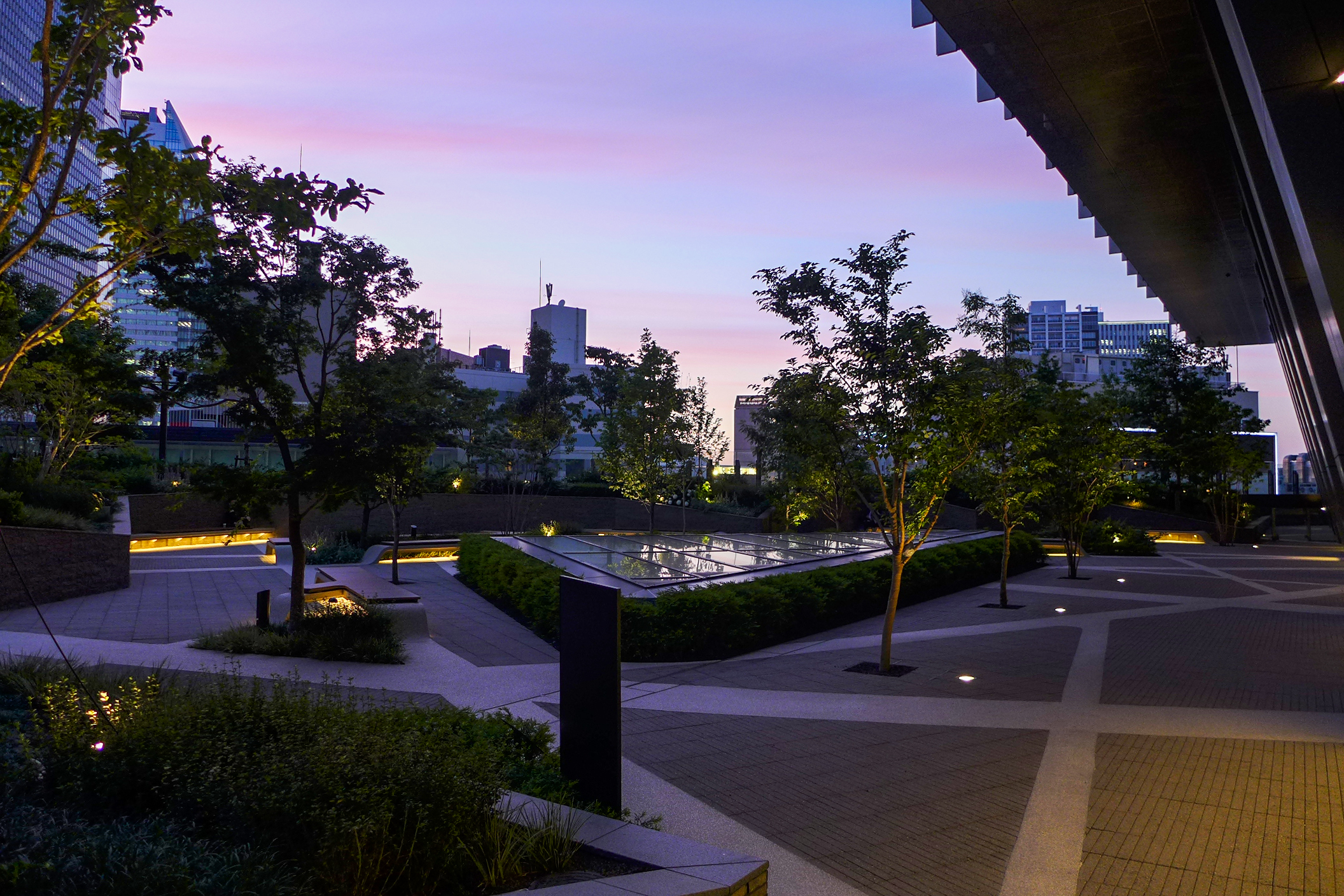
5階屋上庭園
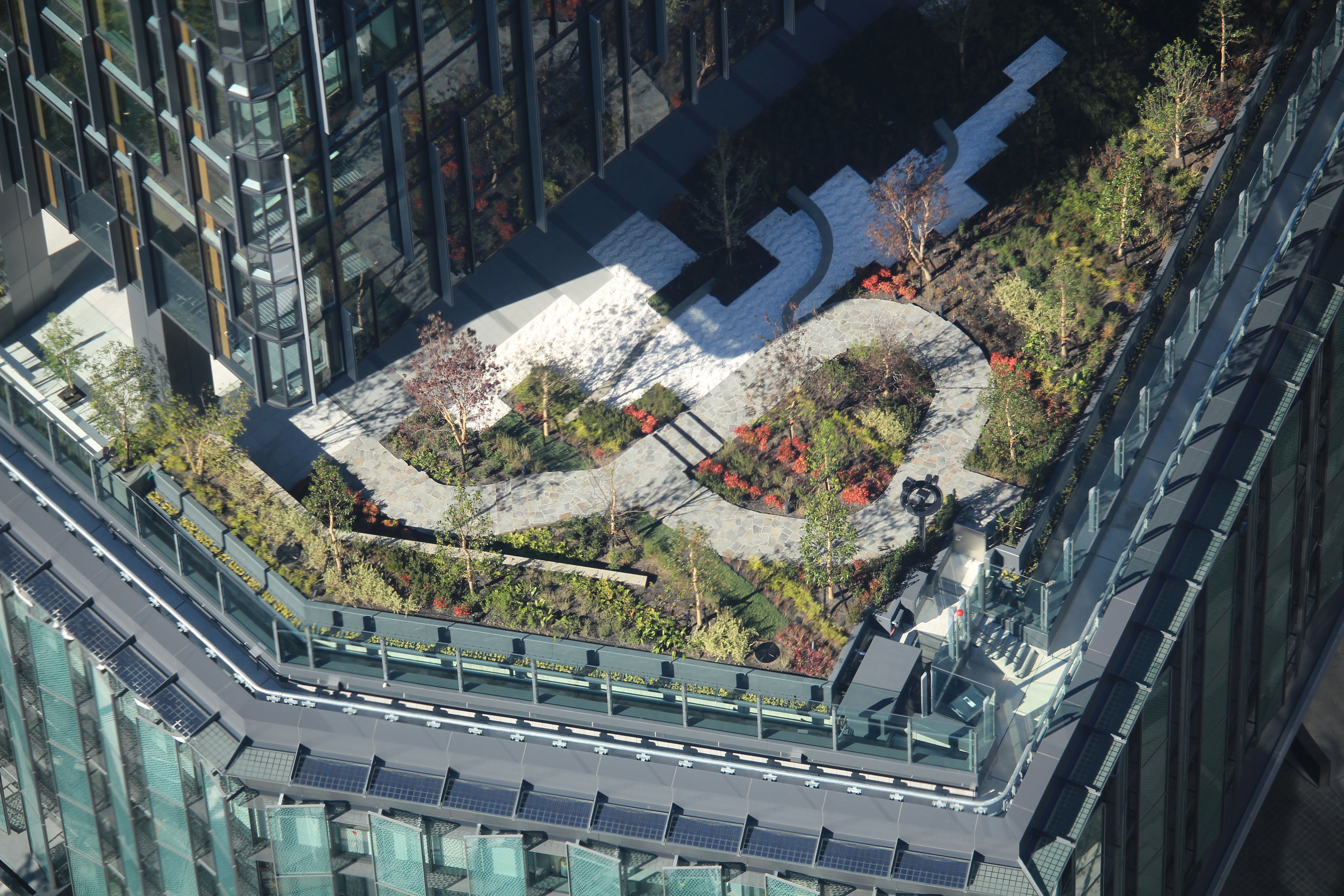
5階屋上庭園全貌
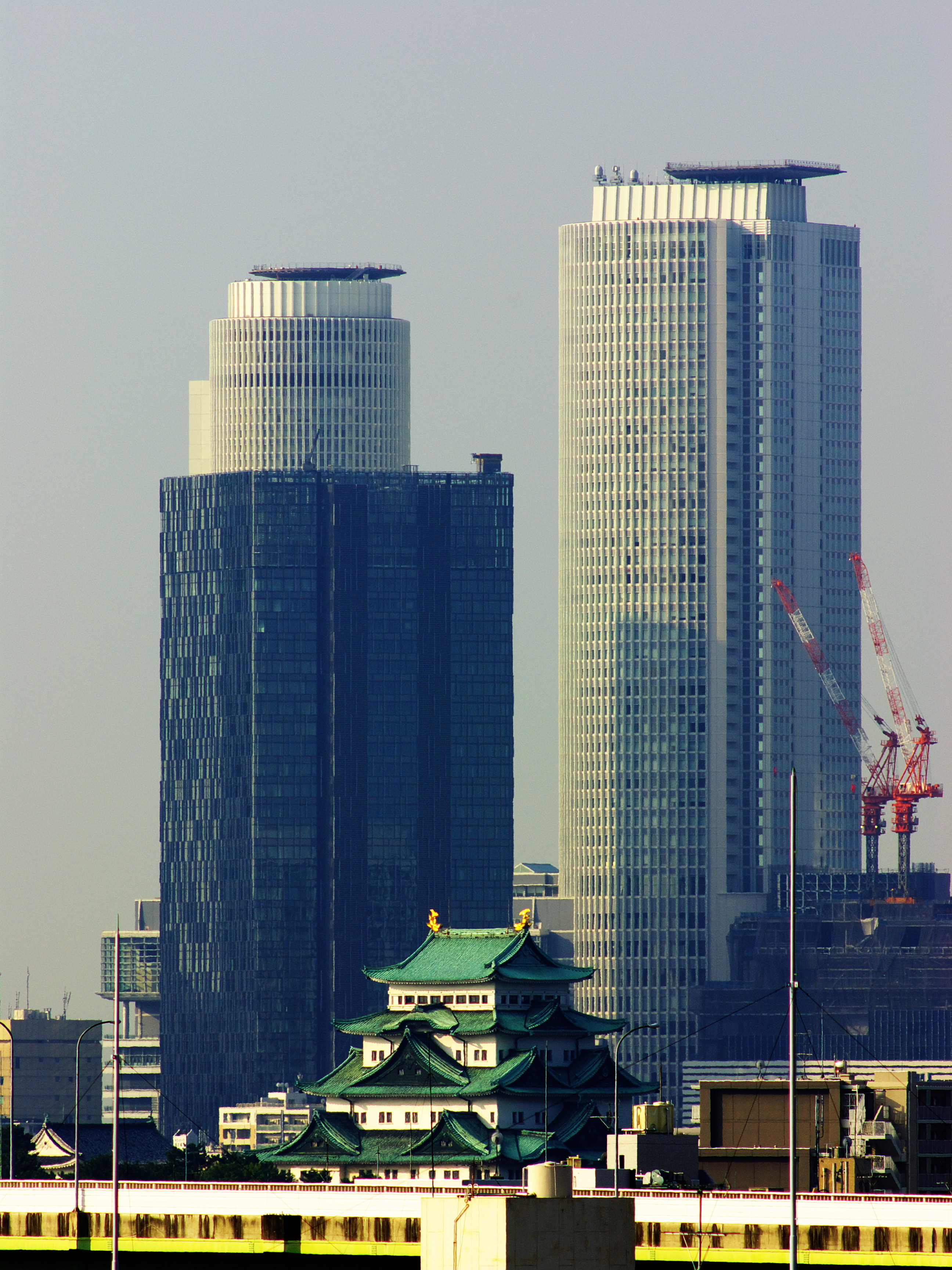
手前より名古屋城、2代目大名古屋ビルヂング、JRセントラルタワーズ。2015年10月
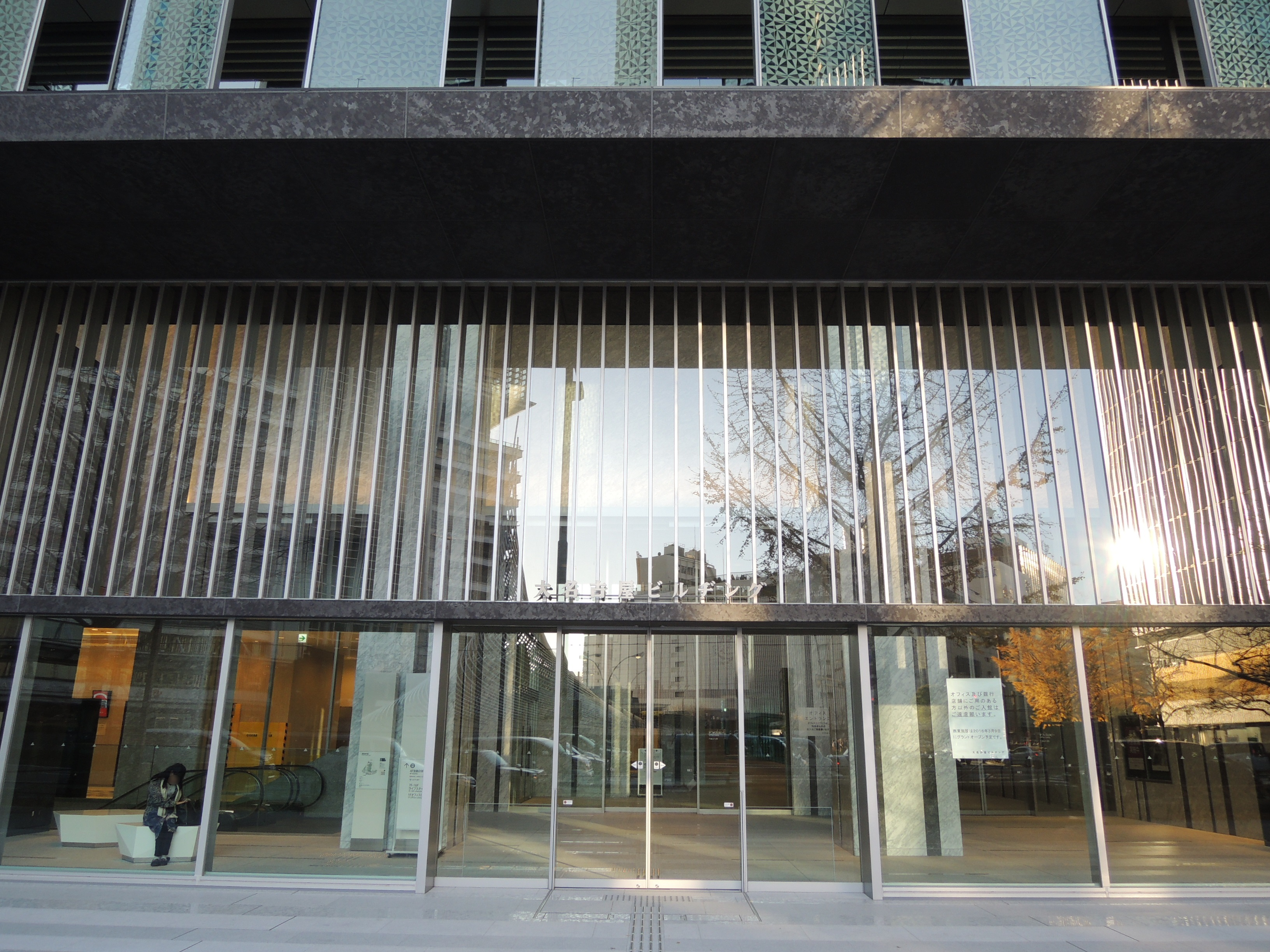
正面入口（2015年12月）
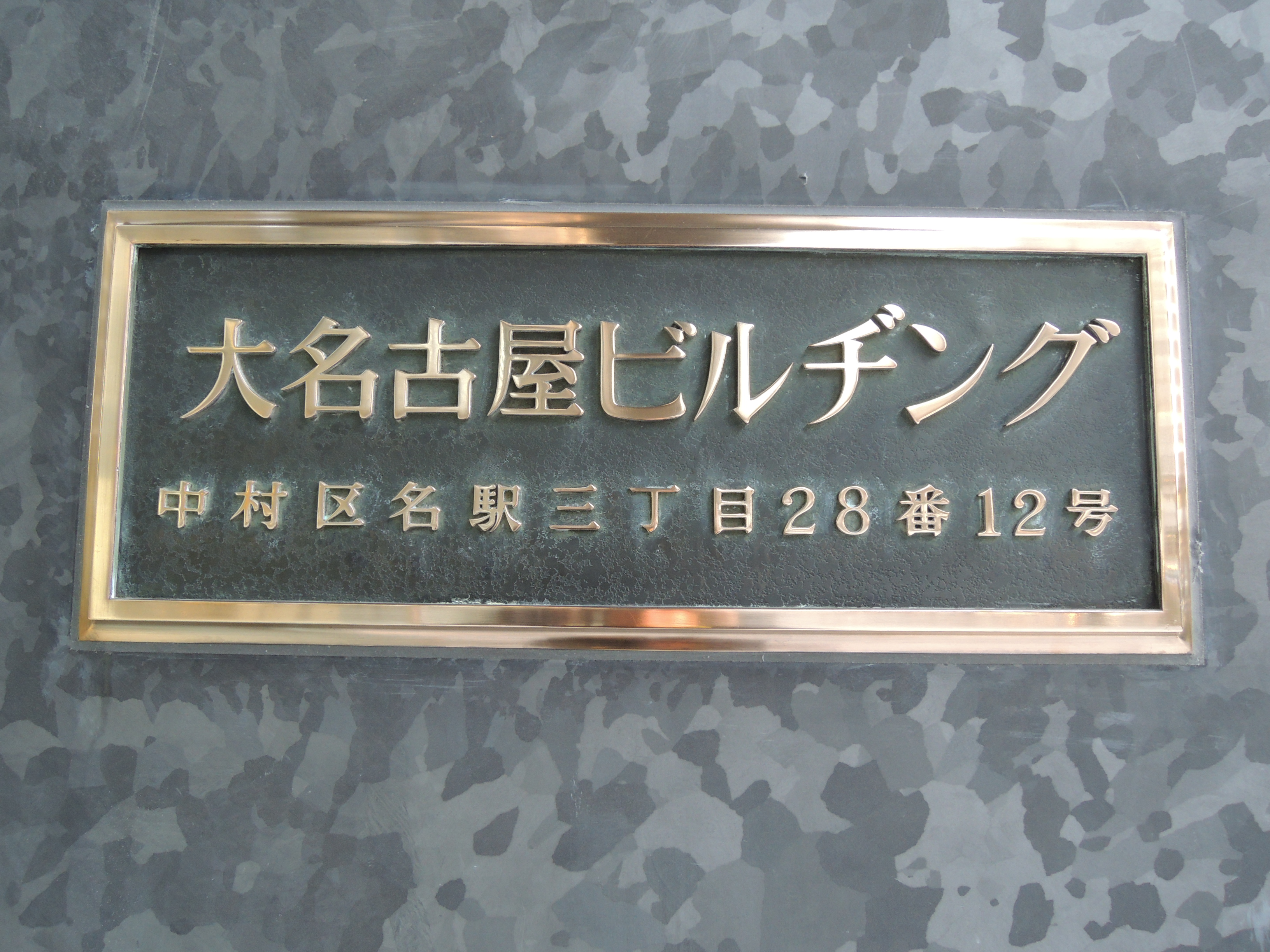
玄関銘板

## 名称について

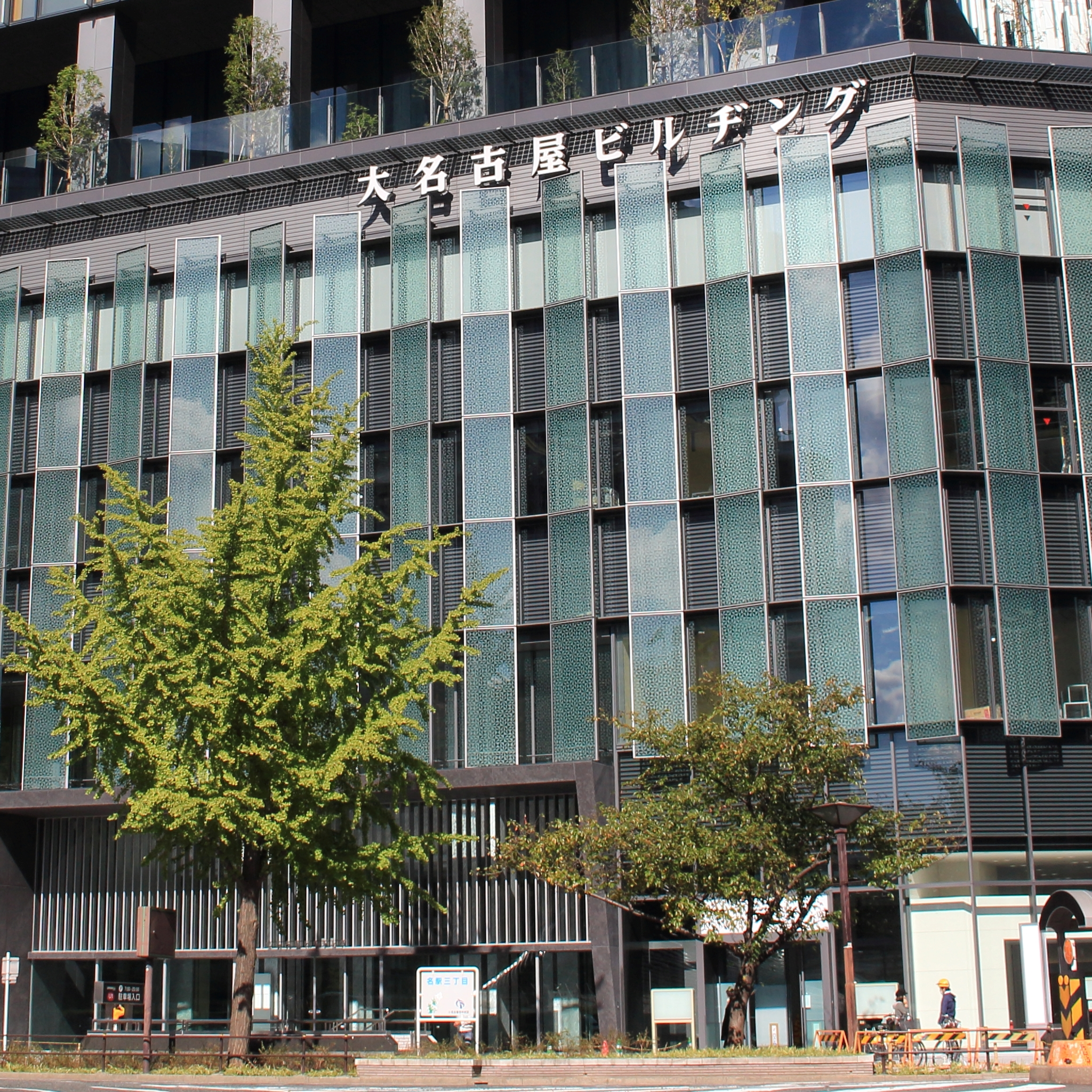
新しいビルに表示された名称の「大名古屋ビルヂング」

当ビルの名称は「ビルディング」ではなく、チに濁点の付いた「ビルヂング」と表記される。この特徴的な名称は“ディ”が英語読みで"d"を含む発音であるため、日本語に直す際にザ行の「ジ」（日本式ローマ字でzi）ではなく、ダ行の「ヂ」（日本式ローマ字でdi）を当てたために生まれたとされている。
当ビルを含む三菱地所系のビルはかつてほとんどの正式名が「ビルヂング」表記を用いており、現在も大手町ビルヂングなどがその名を残している。異なる表記例としては「ビルデング」を用いている日本空港ビルデング株式会社や函館空港ビルデング株式会社、栗原貞子の詩「生ましめんかな」原文の冒頭「壊れたビルデングの地下室の夜だった」などが挙げられる。
また、「名古屋ビルヂング」でなく「大名古屋ビルヂング」となった理由は、伊勢湾台風による被災などの経緯から、当時の三菱地所社長渡辺武次郎が「大名古屋圏の御用を務めてほしい」との願いを込めたものとされている。近郊のJR岐阜駅前にもかつて「大岐阜ビルヂング」が存在しており（現在は大岐阜ビル）、大名古屋ビルヂングを意識したという説がある。

## 入居施設

### 金融機関
- 三菱UFJ銀行名古屋駅前支店・新名古屋駅前支店・笹島支店[22]・枇杷島支店
- 三菱UFJ信託銀行名駅支店
- あおぞら銀行名古屋支店
- 十六銀行名古屋駅前支店
- SBI新生銀行名古屋フィナンシャルセンター（16F・2016年2月15日開設）[23]
- 安藤証券名古屋駅前支店（16F・2016年2月29日移転復帰オープン）[24]

### オフィス

#### 三菱グループ
- 三菱地所プロパティマネジメント名古屋支店（8F）
- 三菱商事中部支社（総務部、事業開発部、電力・機械・新産業金融事業部、フューエルソリューション事業部、食品・コンシューマー事業部（17F）
- 三菱ケミカル中部支社（19F）
  - 日本化成西日本支店中部営業グループ（19F）
- 三菱パワー中部支社（20F）
- 三菱重工業中部駐在事務所（20F）
- 三菱電機中部支社（22F）
- 東京産業東海支店(21F)
- 麒麟麦酒中部圏統括本部・東海支社（名古屋支店・三河支店・岐阜支店・三重支店・営業推進部）（28F）
  - 小岩井乳業中部支社（28F）

#### その他の企業
- Keller Williams Nagoya【Nagoya Central.co.,ltd】(11F)[25]

- 東海染工本社（8F）
- オービック名古屋支店（10F）
- TOTO中部支社（12F）
- JSR 名古屋ブランチ（15F）
- アストモスエネルギー中部支店（18F）
- 日本M&Aセンター名古屋支社（18F）
- 神鋼商事名古屋支社（21F）
- 新東工業本社（24F）
- あずさ監査法人名古屋事務所（26F）
- 電通中部支社（29F・2016年11月21日移転）[26]
- エイチーム本社（32F）

### 旧ビル時代の入居施設
- 三菱UFJモルガン・スタンレー証券名古屋駅前支店（名古屋三井ビルディング新館 12階へ移転）
- アストモスエネルギー名古屋支社（名古屋市中村区名駅4丁目6-17 名古屋ビルディングへ移転）
- SBI住宅ローン / SBIマネープラザ名古屋駅前店
- 毎日文化センター名古屋校
- 愛知県赤十字血液センター大名古屋ビル献血ルーム（JRゲートタワーへ移転）
- ヘアーサロン　ニューヤング[27]（2012年8月に名古屋市中村区名駅2丁目45-7松岡ビルB1へ移転）
- りそな銀行名古屋駅前支店（JRゲートタワーへ移転）
- ビアガーデン・マイアミ

## ダイナード

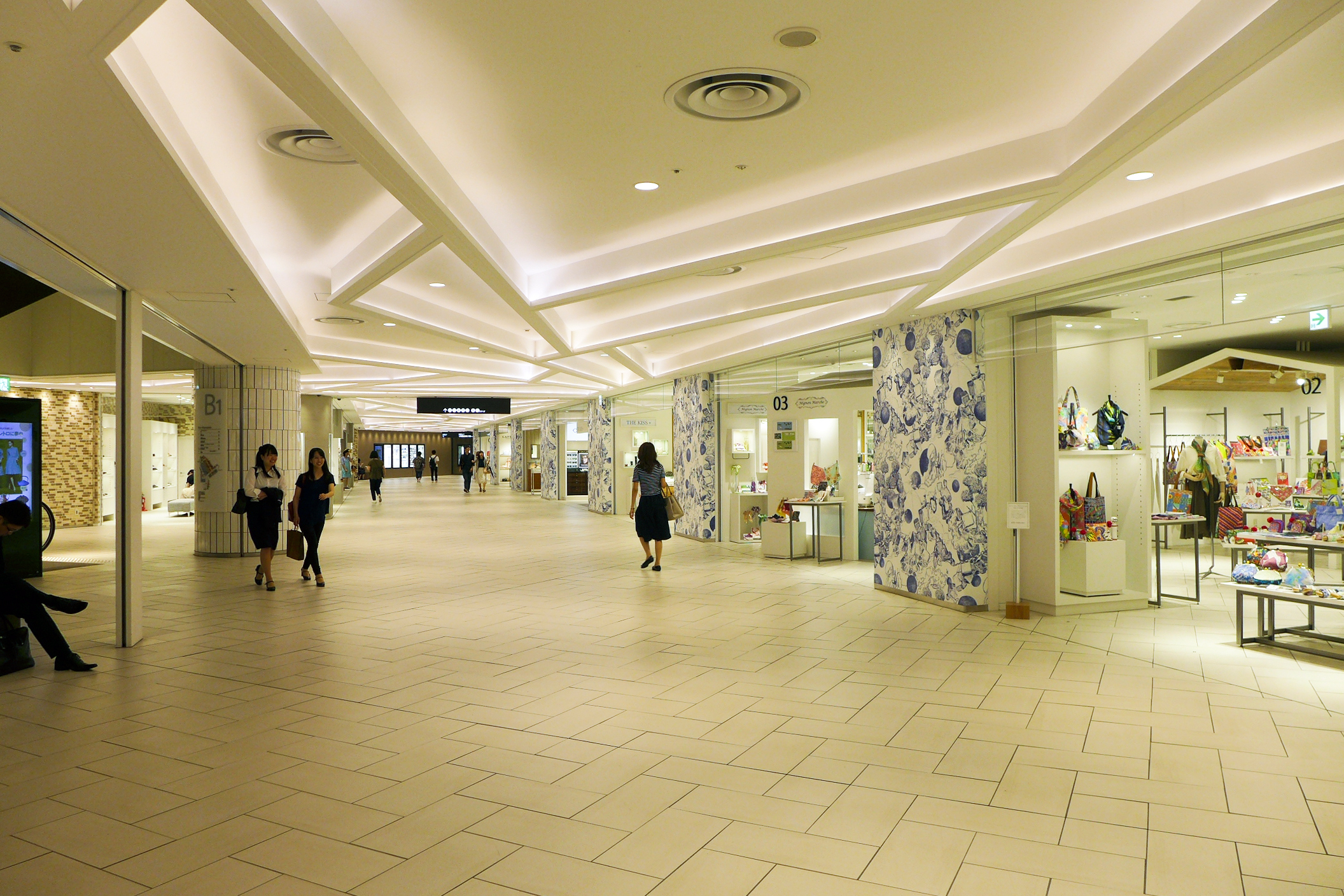
ダイナード（2017年）

ダイナードとは、大名古屋ビルヂングの地下階と名古屋駅の降車口間に建設された全長47.6メートル・幅21メートルの「大名古屋ビル連絡地下街」として、1963年（昭和38年）3月15日に開設された。
名駅地区の地下街としてはサンロード、新名フード、メイチカに続く4番目の地下街として誕生した。2012年9月30日には、大名古屋ビルヂングの建て替え工事に伴い閉鎖されたが、2016年3月9日の大名古屋ビルヂング全面開業と同時リニューアルオープンした。管理はリニューアル前と同様、三菱地所子会社の三菱地所プロパティマネジメントが行っている。
延べ面積933m2、店舗面積307m2（リニューアル前は、延べ面積897m2、店舗面積549m2）。

## 交通アクセス
- JR東海
  - 東海道新幹線：名古屋駅、徒歩で約5分[30]。
  - 東海道本線・中央本線・関西本線：名古屋駅、徒歩で約3分[30]。
- 名古屋鉄道
  - 名古屋本線：名鉄名古屋駅、徒歩で約3分[30]。
- 近畿日本鉄道
  - 名古屋線：近鉄名古屋駅、徒歩で約3分[30]。
- 名古屋市営地下鉄
  - 東山線：名古屋駅、徒歩で約1分[30]。
  - 桜通線：名古屋駅、徒歩で約5分[30]。
- 名古屋臨海高速鉄道
  - あおなみ線：名古屋駅、徒歩で約5分[30]。